# Isla Vista
Isla Vista ist ein census-designated place (CDP) im Santa Barbara County im US-Bundesstaat Kalifornien mit 15.500 Einwohnern (Stand: 2020).
Bewohner sind hauptsächlich Undergraduate students der benachbarten UCSB (University of California, Santa Barbara). Jährlich werden Halloween-Feiern auf den Straßen des Wohngebiets und entlang der Kliffe abgehalten.